# Bébé et Fillettes
 (juillet 2025).
Pour plus de détails, voir Fiche technique et Distribution.
Bébé et Fillettes est un film français réalisé par Georges Méliès, sorti en 1896, produit par le Théâtre Robert-Houdin. Actuellement, le film est considéré comme perdu.